# Looptroop Rockers
Looptroop Rockers é um grupo de hip hop de Västerås, Suécia. Os membros são os rappers Promoe (Mårten Edh), Supreme (Mathias Lundh-Isen), DJ e produtor Embee (Magnus Bergkvist) e CosM.I.C (Tommy Isacsson). Em fevereiro de 2007, CosM.I.C, o qual tinha sido membro do grupo desde 1993, decidiu focar em projetar e manter o looptrooprockers.com e não ser mais um membro ativo do grupo. Ele entretanto reuniu o grupo em 2010 como Promoe anunciou em um concerto em Helsínquia em 19 de maio, e foi anunciado oficialmente no website deles em 21 de maio. No quarto álbum deles, Good Things, o grupo modificou o nome de Looptroop para Looptroop Rockers, um nome usado não oficialmente por eles alguns anos antes da mudança.

## Discografia

### Principais álbuns
Looptroop
| Ano  | Álbum                    | Posições |
| Ano  | Álbum                    | SWE      |
| ---- | ------------------------ | -------- |
| 1993 | Superstars               |          |
| 1995 | Threesicksteez           |          |
| 1996 | From the Waxcabinet      |          |
| 1998 | Punx Not Dead            |          |
| 2000 | Modern Day City Symphony | 43       |
| 2002 | The Struggle Continues   | 19       |
| 2005 | Fort Europa              | 5        |

Looptroop Rockers
| Ano  | Álbum                  | Posições |
| Ano  | Álbum                  | SWE      |
| ---- | ---------------------- | -------- |
| 2008 | Good Things            | 5        |
| 2011 | Professional Dreamers  | 8        |
| 2013 | Mitt hjärta är en bomb | 11       |

### EPs
- 1996: From the Wax Cabinet EP
- 1996: Fuck A Record Deal (Looptroop/Headtag)
- 1997: Unsigned Hype
- 1998: From Beyond K-line (com Kashal Tee & Dj Erase)
- 1998: Heads or Tails EP
- 1998: Schlook From Birth
- 2000: Sedlighetsroteln

### Singles
- 2005: "Fort Europa"/"Looptroop Radio" (Ficou no número 33 nos Gráficos suecos para singles)
- 2008: "Naive" (com Timbuktu)
- 2011: "Professional Dreamers"

Vinil de 12"
- 1999: "Ambush in the Night"
- 2000: "Long Arm of the Law"
- 2002: "Fly Away"
- 2002: "Looptroopland"
- 2003: "Don't Hate the Player"
- 2005: "Fort Europa"
- 2008: "The Building"